# GP Rudy Dhaenens
GP Rudy Dhaenens was een eendaagse wielerwedstrijd van ruim 170km met start en aankomt in Nevele. De wedstrijd werd als eerbetoon aan de wereldkampioen wielrennen van 1990, Rudy Dhaenens, georganiseerd en werd voor het eerst verreden in 1999 en voor het laatst in 2007. In 2005 maakte de GP Rudy Dhaenens deel uit van de UCI Europe Tour, een van de continentale circuits van de UCI.

## Lijst van winnaars

### Meervoudige winnaars
| Overwinningen | Renner       | Land   | Jaren       |
| ------------- | ------------ | ------ | ----------- |
| 2             | Geert Omloop | België | 2001 + 2004 |

### Overwinningen per land
| Overwinningen | Land                     |
| ------------- | ------------------------ |
| 9             | België                   |
| 1             | Frankrijk, Nieuw-Zeeland |